# Louis Le Montagner
Pour les personnes ayant le même patronyme, voir Le Montagner.
Louis le Montagner, né le 5 octobre 1907 à Guidel et mort le 30 janvier 1983 à Rennes, est un homme politique français.

## Éléments biographiques
Issu d'une famille de paysans, directeur commercial de profession, maire de Guidel, il est député puis sénateur sous la Cinquième République.

## Mandats électoraux nationaux
- Député de la Cinquième circonscription du Morbihan le 9 décembre 1958 sous l'étiquette CNIP jusqu'au 6 décembre 1962 ;
- Sénateur du Morbihan de 1974 à 1983,  membre du groupe Union Centriste des Démocrates de Progrès ;

Il fut par ailleurs au sénat membre de la commission des affaires étrangères, de la défense et des forces armées.

## Mandats électoraux locaux
- Maire de Guidel (1944-1983)

## Distinctions et hommages
- Chevalier de la Légion d'honneur.
- Une place porte son nom à Guidel

### Sources bibliographiques
- « Louis Le Montagner », La Documentation française, Dictionnaire des parlementaires français (1940-1958), 1988-2005 [détail des éditions] (lire en ligne).